# Brachetto d’Acqui

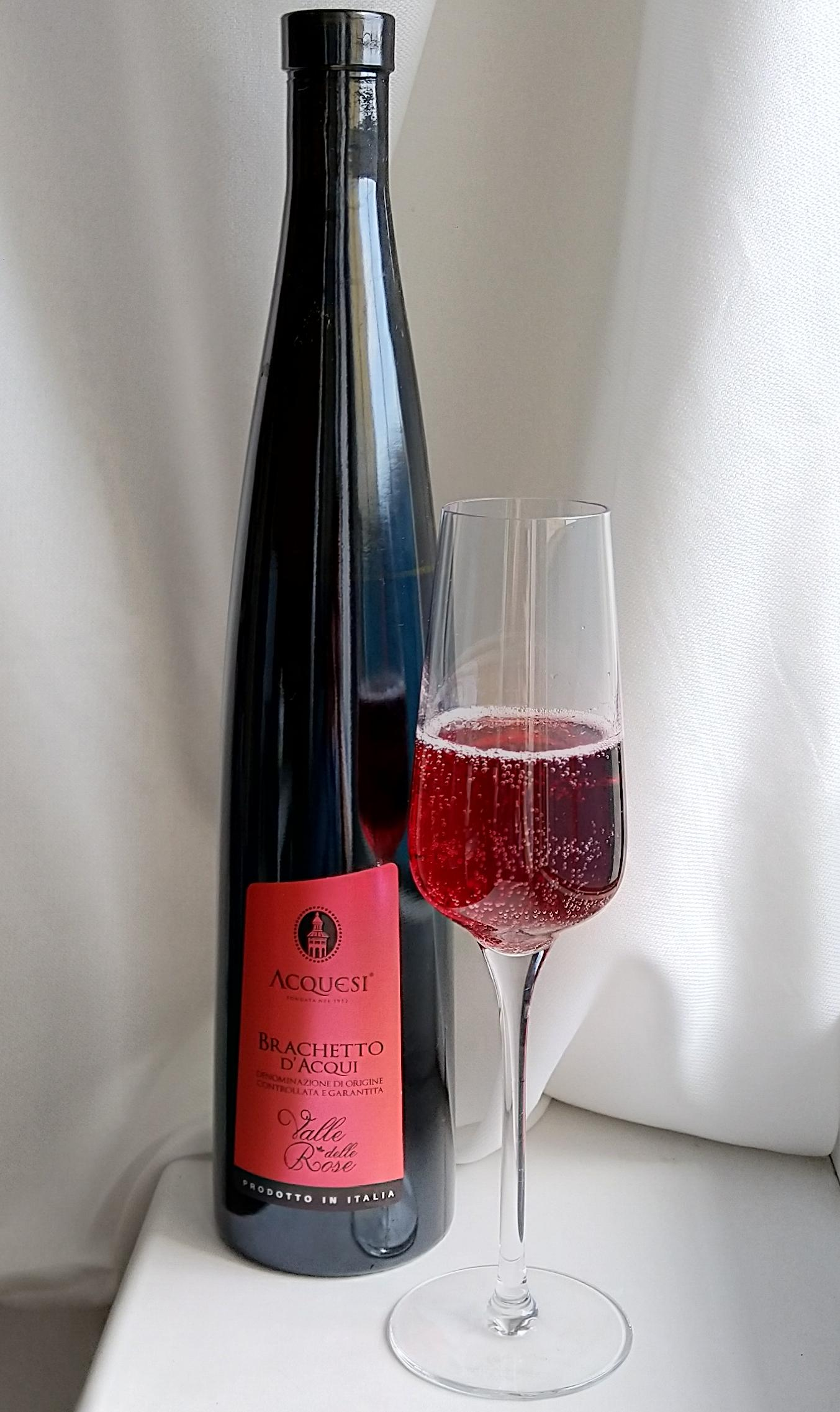
Brachetto d'Acqui

Brachetto d’Acqui is een Italiaanse rode wijn uit Piëmont.

## Variëteiten
Brachetto d’Acqui is een zoete, mousserende, rode wijn. 

## Kwaliteitsaanduiding
De wijn ontving in 1996 de DOCG-status. 

## Toegestane druivensoorten
De wijn wordt voor 100% gemaakt van de druif Brachetto. 

## Kenmerken
Heel typerend voor deze wijn is de geur van rozen.

## Productiegebied
De wijn wordt geproduceerd in de provincies:
- Alessandria

Acqui Terme, Terzo, Bistagno, Alice Bel Colle, Strevi, Ricaldone, Cassine, Visone.
- Asti

Vesime, Cessole, Loazzolo, Bubbio, Monastero Bormida, Rocchetta Palafea, Montabone, Fontanile, Mombaruzzo, Maranzana, Quaranti, Castelboglione, Castel Rocchero, Sessame, Castelletto Molina, Calamandrana, Cassinasco en Nizza Monferrato (beperkt tot deel van het grondgebied aan de rechterkant van de rivier Belbo).

## Productie-eisen
Het minimale natuurlijk alcoholvolumegehalte moet 6% zijn.

## Externe verwijzing en Referentie
Agraria